# Episodi di The Adventures of Kit Carson (prima stagione)
La prima stagione della serie televisiva The Adventures of Kit Carson è andata in onda negli Stati Uniti dall'11 agosto 1951 al 26 gennaio 1952 in syndication.
| nº | Titolo originale             | Prima TV USA      |
| -- | ---------------------------- | ----------------- |
| 1  | California Outlaws           | 11 agosto 1951    |
| 2  | Prince of Padua Hills        | 18 agosto 1951    |
| 3  | The Road to Monterey         | 25 agosto 1951    |
| 4  | The Padre's Treasure         | 1º settembre 1951 |
| 5  | The Murango Story            | 8 settembre 1951  |
| 6  | Riders of Capistrano         | 15 settembre 1951 |
| 7  | Enemies of the West          | 22 settembre 1951 |
| 8  | Law of the Six Guns          | 29 settembre 1951 |
| 9  | The Devil at Angel's Camp    | 6 ottobre 1951    |
| 10 | Law of the Frontier          | 13 ottobre 1951   |
| 11 | The Road to El Dorado        | 20 ottobre 1951   |
| 12 | Fury at Red Gulch            | 27 ottobre 1951   |
| 13 | The Outlaws of Manzanita     | 3 novembre 1951   |
| 14 | The Desperate Sheriff        | 10 novembre 1951  |
| 15 | The Hero of Hermosa          | 17 novembre 1951  |
| 16 | A Ticket to Mexico           | 24 novembre 1951  |
| 17 | The Return of Trigger Dawson | 1º dicembre 1951  |
| 18 | The Teton Tornado            | 8 dicembre 1951   |
| 19 | Bad Man of Brisco            | 15 dicembre 1951  |
| 20 | Spoilers of California       | 22 dicembre 1951  |
| 21 | Feud in San Felipe           | 29 dicembre 1951  |
| 22 | The Trap                     | 5 gennaio 1952    |
| 23 | Border Corsairs              | 12 gennaio 1952   |
| 24 | Curse of the Albas           | 19 gennaio 1952   |
| 25 | Bandit's Blade               | 26 gennaio 1952   |

## California Outlaws
- Prima televisiva: 11 agosto 1951

### Trama
- Guest star: Rico Alaniz, Lillian Molieri, Peter Mamakos, Victor Millan

## Prince of Padua Hills
- Prima televisiva: 18 agosto 1951

### Trama
- Guest star: Glenn Strange, Rita Conde, Tom London, Edwin Parker, Frank Hagney, Kenneth R. MacDonald

## The Road to Monterey
- Prima televisiva: 25 agosto 1951
- Diretto da: Derwin Abbe
- Scritto da: Luci Ward

### Trama
- Guest star: Glenn Strange, Frank Hagney, Tom London, Eddie Parker, Pilar Del Rey, Kenneth R. MacDonald

## The Padre's Treasure
- Prima televisiva: 1º settembre 1951

### Trama
- Guest star:

## The Murango Story
- Prima televisiva: 8 settembre 1951

### Trama
- Guest star: Dee Pollock, Wesley Hudman, Tony Marsh, Margoy Guilford, Virginia Dale, John Hamilton

## Riders of Capistrano
- Prima televisiva: 15 settembre 1951

### Trama
- Guest star: Donna Martell, Riley Hill, Harry Vejar, Ed Cassidy, Baynes Barron, William Tannen, Paul Marian

## Enemies of the West
- Prima televisiva: 22 settembre 1951

### Trama
- Guest star: Alan Keys, Sherry Moreland, Rico Alaniz, Davison Clark

## Law of the Six Guns
- Prima televisiva: 29 settembre 1951

### Trama
- Guest star: Jack Mulhall, Kenneth R. MacDonald, John Cason, Jane Adams

## The Devil at Angel's Camp
- Prima televisiva: 6 ottobre 1951

### Trama
- Guest star: Crane Whitley, Tito Renaldo, Cactus McPeters, Peter McCabe, Juan Duval, Jeanne Barquette, Kirk Alyn

## Law of the Frontier
- Prima televisiva: 13 ottobre 1951

### Trama
- Guest star: Ford Rainey, Stephen Chase, Gloria Grant, Charles Schaeffer, Bert Arnold, Stanley Farrar, Patricia Michon, Gordon Barnes

## The Road to El Dorado
- Prima televisiva: 20 ottobre 1951

### Trama
- Guest star: Jo Gilbert, Stanley Andrews, Bill Hale, Raymond Bond

## Fury at Red Gulch
- Prima televisiva: 27 ottobre 1951
- Diretto da: Lew Landers
- Scritto da: Eric Taylor

### Trama
- Guest star: Burt Mustin (Bill Lowery), Reed Howes (Monte), William Fawcett (Tom Phillips), Lee Frederick (Red Barrows), John Cason (Trig), Mara Corday (Lola La Vada)

## The Outlaws of Manzanita
- Prima televisiva: 3 novembre 1951

### Trama
- Guest star: Jacqueline Duval

## The Desperate Sheriff
- Prima televisiva: 10 novembre 1951
- Diretto da: Lew Landers
- Scritto da: Luci Ward

### Trama
- Guest star: Rigby Movita (Nina), Jack Ingram (Slim), William Tannen (Spade Bineham), John Cason (Carl), Troy Melton (Joe), Ross Ford (sceriffo Johnny Alden)

## The Hero of Hermosa
- Prima televisiva: 17 novembre 1951

### Trama
- Guest star: Paul Marion, Donna Martell, John Sebastian, John Mansfield, Jan Arvan

## A Ticket to Mexico
- Prima televisiva: 24 novembre 1951
- Diretto da: Lew Landers
- Scritto da: Luci Ward

### Trama
- Guest star: Lee Frederick, Tom Hernández, Fred Berest, Edward Colmans, Nelson Leigh, Steve Brent, Frances Charles

## The Return of Trigger Dawson
- Prima televisiva: 1º dicembre 1951

### Trama
- Guest star: Marjorie Lord, John Cason, Riley Hill, Noralee Norman, Stanley Andrews

## The Teton Tornado
- Prima televisiva: 8 dicembre 1951
- Diretto da: Lew Landers
- Scritto da: Luci Ward

### Trama
- Guest star: Linda Stirling

## Bad Man of Brisco
- Prima televisiva: 15 dicembre 1951

### Trama
- Guest star: Raymond Hatton, Ewing Mitchell, William Tannen, Harry Harvey, Jr.

## Spoilers of California
- Prima televisiva: 22 dicembre 1951

### Trama
- Guest star: Harry Lauter, Richard "Dick" Simmons

## Feud in San Felipe
- Prima televisiva: 29 dicembre 1951

### Trama
- Guest star: Mara Corday (Janet Coleman)

## The Trap
- Prima televisiva: 5 gennaio 1952
- Diretto da: John English
- Scritto da: M. Coates Webster

### Trama
- Guest star: Harry Harvey, Jr., Isabell Jewell, Paul McGuire, Norman Leavitt, Fred Graham, Myron Healey, Jim Bannon

## Border Corsairs
- Prima televisiva: 12 gennaio 1952
- Diretto da: John English
- Scritto da: Eric Taylor

### Trama
- Guest star: Martin Garralaga, Charlita, Guy Teague, Pilar Del Rey, Mara Corday, John Eldredge, Alex Montoya, Robert Bice

## Curse of the Albas
- Prima televisiva: 19 gennaio 1952

### Trama
- Guest star:

## Bandit's Blade
- Prima televisiva: 26 gennaio 1952
- Diretto da: John English

### Trama
- Guest star: Lee Roberts, Brett Houston, Francis McDonald, Doris Merrick, Hal K. Dawson, Denver Pyle
- Scritto da: Eric Freiwald, Robert Schaefer)